# Stromatopelma satanas
Stromatopelma satanas är en spindelart som först beskrevs av Lucien Berland 1917.  Stromatopelma satanas ingår i släktet Stromatopelma och familjen fågelspindlar. Inga underarter finns listade i Catalogue of Life.